# Малый Карашин
Малый Карашин (укр. Малий Карашин) — село, входит в Бучанский район Киевской области Украины.
Население по переписи 2001 года составляло 430 человек. Почтовый индекс — 08050. Телефонный код — 4578. Занимает площадь 0,15 км². Код КОАТУУ — 3222780902.

## Местный совет
08050, Київська обл., Макарівський р-н, с. Великий Карашин, вул. Перемоги, 1а